# Ничипоренко, Андрей Иванович
Андре́й Ива́нович Ничипоре́нко (или Нечипоре́нко; 1837, Полтава либо Прилуки, Прилукский уезд, Полтавской губернии (ныне Прилукский район Черниговской области Украины) — 7 (19) ноября 1863, Санкт-Петербург) — революционер, член организации «Земля и воля», сподвижник А. И. Герцена. В 1862 году был арестован по «Процессу тридцати двух», дал признательные показания (от части из них отказался) и год спустя умер в Петропавловской крепости. Прототип революционера Пархоменко в романе Н. С. Лескова «Некуда» и персонаж очерка «Загадочный человек» того же автора.

## Биография

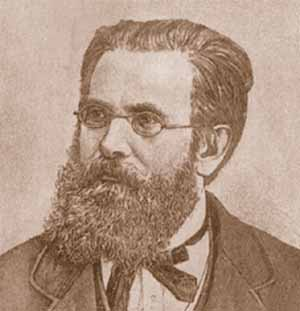
Профессор И. В. Вернадский

Родился в Полтавской губернии в семье титулярного советника (или коллежского асессора среднего достатка) Ивана Ничипоренко.
В 1857 году окончил Императорское коммерческое училище, где познакомился с В. И. Кельсиевым, а также с П. А. Ветошниковым и Н. М. Владимировым — вскоре все они стали сотрудниками Герцена и герценовскими эмиссарами в России, представляя собой сплочённый костяк сверстников и друзей-единомышленников. По сведениям Василия Кельсиева, Ничипоренко какое-то время в качестве вольнослушателя посещал лекции в Петербургском университете. В 1857 году Ничипоренко начал государственную службу в чине коллежского регистратора.
В январе 1861 года, когда с Ничипоренко познакомился Н. С. Лесков, тот зарабатывал на жизнь в качестве репетитора сына профессора политэкономии И. В. Вернадского — Николая Вернадского, сводного брата будущего академика Владимира Вернадского. Профессор Вернадский издавал журнал «Экономический указатель», в котором сотрудничала его жена Мария Николаевна Вернадская (Шигаева). В октябре 1860 года она умерла, и все тяготы по домашнему хозяйству и ведению журнала легли на Ивана Васильевича. В начале 1861 года Н. С. Лесков и А. И. Ничипоренко поселились на квартире Вернадского и стали сотрудниками его журнала. Вместе с профессором они бывали на заседаниях Вольного экономического общества. Через день после смерти Тараса Шевченко, 27 февраля 1861 года, Вернадский, Ничипоренко и Лесков, которых, помимо всего прочего, объединяли их украинские связи, вместе ходили в дом поэта, чтобы проститься с ним. На квартире профессора друзья прожили полгода, при этом Лесков и профессор Вернадский «иногда позволяли себе слегка воздерживать» репетитора «от увлечений революциею да предсказывали ему его печальную судьбу».

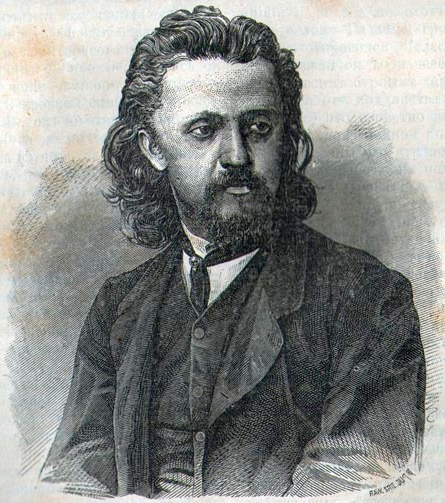
Василий Кельсиев, старший товарищ по Коммерческому училищу.

Лесков познакомил Ничипоренко с С. С. Громекой, а также В. С. Курочкиным, редактором сатирического журнала «Искра», и его братом Николаем. В результате, кроме «Экономического указателя» Ничипоренко начал сотрудничать в «Искре». С зимы 1861 года у Ничипоренко была постоянная связь с Герценом, установленная через двух своих товарищей по коммерческому училищу: Владимирова, бухгалтера российской фирмы «Скворцов и К°» в Лондоне, и Ашмарина, жившего в Петербурге. Благодаря им Ничипоренко стал корреспондентом герценовского «Колокола». Ничипоренко и Громека даже подумывали о том, чтобы эмигрировать в Англию, но Герцен отговорил их от этого; ведь, например, Ничипоренко был необходим Герцену в России, поскольку считался надёжным связным между Лондоном и Петербургом, в Лондон через него шли корреспонденции Н. В. Альбертини и В. П. Гаевского, а из Лондона — герценовские издания С. С. Громеке, Н. С. Курочкину, Н. В. Альбертини, В. П. Гаевскому.
Летом 1861 года в Петербург из Лондона с грузом продукции Вольной русской типографии прибыл герценовский эмиссар и польско-английский революционер Артур Бенни. Он вёз рекомендательное письмо Василия Кельсиева для Ничипоренко. Петербургские нелегальные кружки поручили Андрею Ивановичу помогать Бенни в его конспиративной деятельности в России и сопровождать его в агитационных поездках по стране. Этот эпизод биографии Ничипоренко подробно описан Н. С. Лесковым в очерке «Загадочный человек». Согласно сведениям Василия Кельсиева, Бенни и Ничипоренко совместно написали адрес государю с просьбой о предоставлении России конституции (сам Кельсиев называл его «адресом царствующему Государю Императору о даровании России конституции»). С этим адресом они и отправились в своё агитационное путешествие по России для сбора подписей под обращением к царю. В числе предполагаемого маршрута значились Москва, Нижний Новгород (в том числе нижегородская ярмарка), Астрахань, Полтава, а также попутная поездка в Мценск к И. С. Тургеневу. По-видимому, агитаторам не удалась цель их поездки, поскольку Кельсиев видел под адресом около пяти подписей, да и те позднее были выведены щавелевой кислотой.
Предприятие ограничилось поездкой в Москву, где Николай Лесков познакомил агитаторов с редакцией газеты «Русская речь» и её редактором Евгенией Тур; в Нижний Новгород на ярмарку, в чём молодым людям помогал писатель П. И. Мельников-Печерский; а также в Спасское-Лутовиново к Тургеневу и в Малоархангельск к В. И. Якушкину, будущему прототипу Базарова в романе И. С. Тургенева «Отцы и дети». Однако поездка агитаторов в Полтаву на родину к Ничипоренко так и не состоялась, поскольку в Орле Бенни получил телеграмму, заставившую его срочно вернуться в Москву. Н. С. Лесков утверждал, что данная телеграмма была инициирована самим Бенни (её могла отправить Евгения Тур), чтобы развязаться с надоевшим Ничипоренко и освободиться от его опеки для самостоятельных действий.
Однако Бенни не удаётся легко избавиться от Ничипоренко. Вместо того, чтобы ехать к себе на родину, он устремился вслед за Бенни в Москву, где нашёл Артура в чуждом Андрею Ивановичу кружке издательницы газеты «Русская речь», с которой ранее у Ничипоренко произошёл конфликт на почве идеологических разногласий. Ещё до этого эпизода путешествие двух агитаторов было омрачено несколькими подобными инцидентами, причиной которым, по мнению Лескова, была грубость, невежество, самоуверенность Андрея Ничипоренко, поставившие миссию двух агитаторов на грани провала, так что Ничипоренко вынужден был неоднократно приносить свои извинения Артуру Бенни за свою невоспитанность. Пропагандистская поездка Ничипоренко и Бенни происходила с конца июля по конец августа. Оказавшийся, в конце концов, без средств Ничипоренко вынужден был оставить Бенни и один вернулся в Петербург.

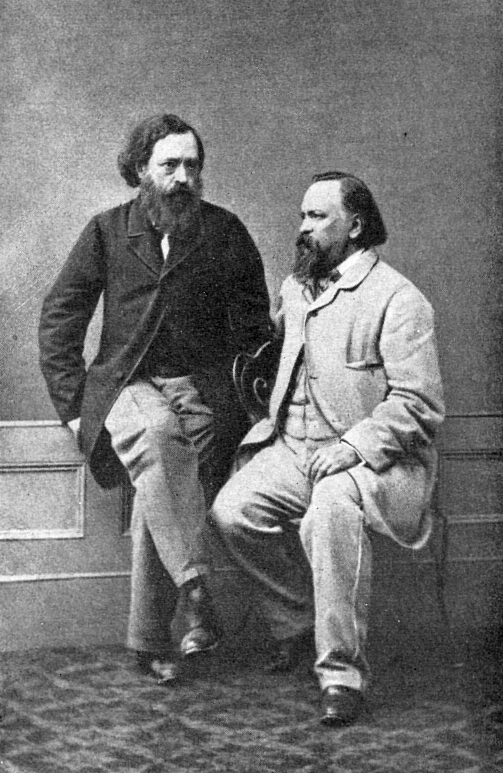
А. И. Герцен и Н. П. Огарёв

Вскоре в Петербурге разнёсся слух (это произошло в сентябре), что Артур Бенни является тайным шпионом III Отделения. «Заслугу» в распространении этого слуха Николай Лесков целиком относил на совесть Андрея Ничипоренко, которого характеризовал как жалкого и в то же время рокового человека. Уильям Эджертон пытается оспорить мнение русского писателя о Ничипоренко и снять это обвинение с него. По его мнению, причины клеветы на Артура Бенни могли быть как-то связаны с попытками Бенни получить любой ценой подписи Ивана Аксакова и Михаила Каткова под адресом Александру II. Они категорически отказались от своего участия в этом деле, а Катков к тому же стал настойчиво выяснять у Бенни, кто стоит за этим адресом, на что английский социалист солгал, что будто бы истинным автором письма царю является Александр Иванович Герцен.
Сплетня о Бенни добралась до Лондона, Герцен на какое-то время ей поверил, потому что инструктировал 25 ноября (7 декабря) 1861 года своего очередного эмиссара в Россию Н. М. Владимирова, товарища Ничипоренко и Кельсиева по Коммерческому училищу: «Опять говорят о Бенни и сильно подозревают его. Да когда же я его рекомендовал? Пора быть осторожным… О Бенни скажите, во-первых, Нич<ипоренко>». На следствии Ничипоренко признавался, что передал письмо Герцена с инструкциями о Бенни С. С. Громеке, Н. В. Альбертини и Николаю Курочкину, иначе говоря, именно тем лицам, кого он лично до этого знакомил с Артуром Бенни и перед кем считал себя обязанным оправдать в предполагаемом компрометировании этих лиц связью с Бенни. Ничипоренко, следовательно, действительно был причастным к распространению слухов, но причастным опосредованно, в качестве доверенного лица А. И. Герцена.
Вернувшись в Петербург после поездки с Артуром Бенни, Ничипоренко, бывший к тому времени в отставке от государственной службы, 27 декабря 1861 года приказом министра финансов был назначен в департамент податей и сборов, где проработал до отъезда в Западную Европу 6 апреля 1862 года. В это же время (январь 1861 года) возобновляются контакты Ничипоренко с Бенни, прерванные осенью, а в феврале 1862 года они вместе с Лесковым начинают сотрудничество в обновлённой редакции газеты «Северная пчела». Как утверждает У. Эджертон: «И Ничипоренко, и Лесков не отшатнулись от Бенни, несмотря на ходившие о нём слухи». В письме Василию Кельсиеву Бенни писал: «Как вы знаете, я оставил „Инвалид“ и работаю теперь с Ничипоренкой в „Пчеле“… Перешедши в „Пчелу“, мы решили с Андреем Ивановичем просить и вас перенести туда вашу корреспонденцию, и я знаю, что он писал вам по этому поводу».
Ничипоренко вошёл в так называемый кружок Бенни, который занимался выпуском прокламаций «Русская правда». В марте-апреле 1862 года друзья напечатали в нелегальной типографии, организованной Артуром Бенни, два выпуска «Русской правды». Оба номера были посвящены польским событиям, написаны от лица русских, проникнуты сочувствием к угнетённым полякам и распространялись исключительно в Польше. В кружок Бенни, по мнению американского автора, помимо Ничипоренко, входил Н. С. Лесков и латышский студент П. Д. Баллод. К ним же идейно примыкал и Василий Кельсиев, приезжавший нелегально в Россию в марте-апреле 1862 года. В начале 1862 года реорганизовывалась демократическая газета «Век» П. И. Вейнберга. Была создана специальная комиссия из А. Н. Энгельгардта, А. И. Ничипоренко и Н. А. Серно-Соловьевича для урегулирования разногласий между издателем и сотрудниками газеты, настолько высок был авторитет Ничипоренко.
С конца 1861 года в России действовала сеть подпольной организации «Земля и воля», организованной А. И. Герценом, Н. П. Огарёвым, Н. Г. Чернышевским, Н. А. Серно-Соловьевичем, А. А. Слепцовым и Н. Н. Обручевым. Ничипоренко вошёл в состав одной из первых пятёрок. Наивысшим проявлением доверия «землевольцев» к Андрею Ивановичу явилось назначение его весной 1862 года в качестве связного между провинциальными комитетами в Казани, Нижнем Новгороде, Ярославле, Саратове, Твери, Астрахани, созданными А. А. Слепцовым в январе 1862 года, и центральным столичным комитетом партии «Земля и воля». О том доверии, которое по-прежнему испытывал Ничипоренко к оклеветанному Артуру Бенни, говорит тот факт, что он не скрыл от Бенни предполагаемый конспиративный приезд Василия Кельсиева в начале марта 1862 года в Петербург, о чём рассказал сам Кельсиев в своей «Исповеди». Во время этого приезда Ничипоренко виделся с Кельсиевым, которого до этого он не видел три года.
С 6 апреля Ничипоренко по высочайшему повелению был уволен в заграничный отпуск сроком на три месяца. 7 апреля Андрей Иванович покинул Россию вместе с писателем Н. А. Потехиным, — своим сослуживцем в департаменте податей и сборов. За границей он посетил в Лондоне Н. П. Огарёва и А. И. Герцена, получив от него некоторые поручения. По утверждению Н. С. Лескова, Ничипоренко «взялся доставить какие-то важные революционные бумаги к белокриницкому митрополиту Кириллу (Киприану Тимофееву), — старообрядческому архиерею в Буковине». Позднее, 30 апреля (12 мая), он встретился с М. А. Бакуниным, который вручил ему рекомендательное письмо для Гарибальди:

Беру смелость направить вам друга и соотечественника, который прямо приехал из России и который может дать всевозможные сведения о том, что ныне происходит в нашем отечестве. Это человек испытанной скромности и осторожности, справедливый и умный, хорошо поставленный, чтобы знать многое, и который всё дело представит вам в настоящем виде. Герцен его знает хорошо и, вероятно будет тоже рекомендовать.— М. А. Бакунин, письмо к Гарибальди от 12 мая 1862 года
Аналогичное письмо Бакунин адресовал чешскому поэту-эмигранту Йозефу Вацлаву Фричу. Кроме рекомендательных писем Бакунин передал Ничипоренко важное письмо для Гарибальди с изложением своей программы по уничтожению Османской, Австрийской и Российской империи и объединения процессов освобождения славянских народов и итальянского народа в единое общеевропейское освободительное движение. Подобные письма были переданы Ничипоренко для передачи славянским деятелям Фричу и Куслиану. В свою очередь, итальянский республиканец Аурелио Саффи направил свои письма для Гарибальди и для его секретаря, при этом Саффи писал, что Ничипоренко после Италии намерен совершить путешествие по славянским землям вдоль Дуная через Турцию в Грецию и «оказать весьма важные услуги делу народной эмансипации по знаниям своим о славянской народности».

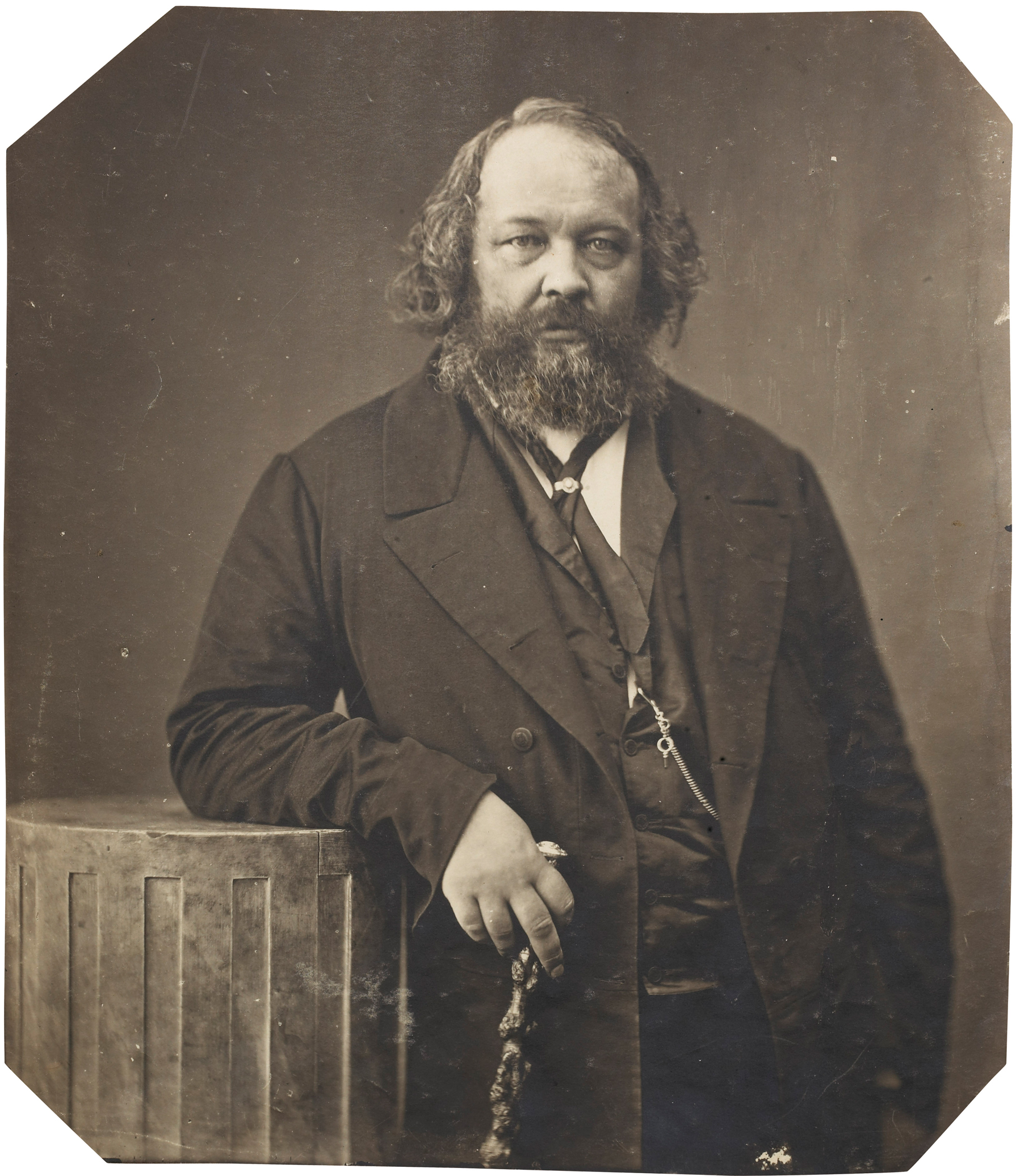
Михаил Бакунин

Согласно Бакунину, первоочередной задачей Ничипоренко являлось освобождение Украины от российской деспотии:

Молодой человек, переговоривши с вами, отправится в Вену; оттуда в Прагу; он проедет всю Венгрию до Сербии; наконец из Белграда он отправится в Галац, потом в Малороссию, где он будет работать для устройства этого чудного края, Украйны, не польской, не московской, но самой по себе, населенной 15 милл. душ смышленого народа.— М. А. Бакунин, письмо к Гарибальди от 12 мая 1862 года
Неизвестно, какое впечатление произвели бы на Гарибальди гиперболы Бакунина, но этот кульминационный момент в биографии Андрея Ивановича (к тому времени ему было всего двадцать пять лет) закончился неудачно. 18 июня на австрийском пограничном пункте Пескиери Ничипоренко был обыскан полицией, и у него были изъяты прокламации на итальянском языке. Письма, компрометировавшие его, из опасения более тщательного обыска пограничниками Ничипоренко удалось незаметно выбросить под стол. После этого он беспрепятственно проследовал в Венецию и Триест (по иным данным, сел на поезд в Малороссию), передумав путешествовать по славянским землям. Спустя некоторое время письма были найдены, с них сняли копии и переправили в жандармское управление в Петербург. В отношении Ничипоренко был отдан приказ арестовать его либо на территории Турции, либо на территории Австро-Венгрии.
Вернувшись из заграничной поездки, Ничипоренко вплоть до ареста в течение месяца работал на своей родине в Прилукском уезде окружным надзирателем питейно-акцизного сбора. 28 июля 1862 г. Андрей Иванович был арестован по делу о связях с «лондонскими пропагандистами». Ещё ранее того, в начале июля, в Петербурге был задержан с письмами Бакунина, Огарёва и Кельсиева другой герценовский эмиссар — П. А. Ветошников. 7 июля были задержаны Н. А. Серно-Соловьевич и Н. Г. Чернышевский. Начался «Процесс тридцати двух», или «Дело о лицах, обвиняемых в сношениях с лондонскими пропагандистами». 7 августа Андрей Иванович был заключён в Алексеевский равелин Петропавловской крепости.
Пока шло длительное разбирательство с привлечением множества свидетелей, начали распространяться слухи о том, что на допросах высочайше учреждённой следственной комиссии А. Ф. Голицына Ничипоренко дал признательные показания, что из-за его безрассудных действий в дело вовлекается всё больше и больше людей, в том числе невиновных: «Ничипоренко, чтобы заслужить прощение, обвиняет всех, кого можно и даже кого нельзя» (В. И. Касаткин — А. И. Герцену); И. С. Тургенев, так же пострадавший из-за навета Ничипоренко, писал Герцену: «Ничипоренко всех и всё выдаёт».
Первый раз Ничипоренко был допрошен лишь 25 октября, затем последовали допросы 27 и 29 ноября, а затем 8 декабря. Был арестован Н. М. Владимиров, привлечены к дознанию Н. В. Альбертини, Артур Бенни, И. С. Тургенев и многие другие. Всем им в той или иной мере инкриминировалась связь с «неосужденными государственными преступниками» М. А. Бакуниным, А. И. Герценом, Н. П. Огарёвым, В. И. Кельсиевым, В. И. Касаткиным и др. В Лондоне был затребован на родину для судебного разбирательства Василий Кельсиев, но он отказался явиться на суд. От части показаний, касавшихся многих свидетелей и соучастников, Ничипоренко вскоре отказался. При этом У. Эджертон не исключает попыток Ничипоренко сбить следствие с верного пути. Так, например, в материалах следствия фигурирует показание Ничипоренко о том, что целью августовского путешествия 1861 года была не агитационная поездка с Бенни, а желание отдохнуть от «крайне невыносимого» Петербурга.
В результате примерно половина обвиняемых по делу была приговорена к различным срокам заключения, в том числе к пожизненной ссылке в Сибирь, Артур Бенни был подвергнут трёхмесячному заключению с последующим выдворением из России. Половина подозреваемых была признана по суду невиновной, в частности И. С. Тургенев, Н. В. Альбертини и Н. А. Потехин, при этом Потехин, как пишет Лесков, был освобождён благодаря аттестации М. А. Бакунина в письме Гарибальди: «Друг, о котором я вам, говорю, податель — этого письма, называется Андрей Ничипоренко. Он, вероятно, явится к Вам в сопровождении другого русского, доброго малого, но несколько неосторожного и болтливого». Таким образом, иронизирует Лесков, «болтливость» Н. А. Потехина помогла сохранить ему свободу, а «молчаливость» Ничипоренко сгубила его.
Поскольку судебное разбирательство длилось свыше двух с половиной лет, последствий этого дела Андрей Иванович Ничипоренко так никогда не узнал. Он умер скоропостижно при невыясненных обстоятельствах 7 ноября 1863 года в Петропавловской крепости до окончания судебного решения по данному делу, которое состоялось только в апреле 1865 года.

## Оценки личности Ничипоренко
Современники давали как правило положительную оценку личности Андрея Ивановича до его провала и отрицательную после провала. Современный исследователь Наталья Пирумова характеризует Ничипоренко следующими словами: «молодой петербургский чиновник Андрей Иванович Ничипоренко, хотя и принимавший деятельное участие в революционных акциях, но не по велению сердца, а по тщеславному желанию играть роль заговорщика», что вполне перекликается с мнением Василия Кельсиева: «тщеславие было главной пружиной всех его действий, и он вечно рисовался». Однако в другом своём отзыве Кельсиев, много лет знавший Ничипоренко, уточнял своё отрицательное мнение о товарище:

Вообще, Ничипоренко был, как оказалось после, человек весьма ненадёжный... он франтил своим революционерством, играя роль какого-то заговорщика. Я знал его ещё с коммерческого училища, где он шёл несколькими классами ниже меня. За границей я узнал, что он посещает университет, славится между товарищами умом и красноречием; потом он сделался постоянным корреспондентом «Колокола», и вообще его считали в Петербурге одним из столпов нашей партии. Только связь с Бенни бросала на него тень, но, к чести Ничипоренки, он не порывал её в угоду общему мнению.
— В. И. Кельсиев, «Исповедь»

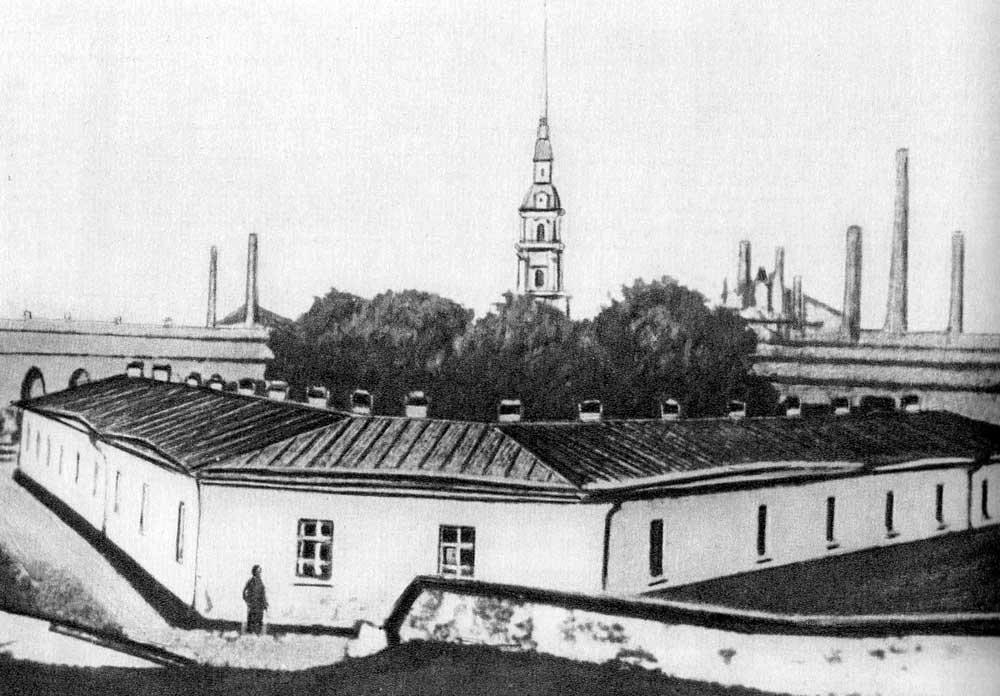
Алексеевский равелин Петропавловской крепости в начале 1870-х

Тщеславным считал Ничипоренко и Лесков («Ничипоренко, всегда имевший неодолимую слабость к знакомствам с известными людьми»), что отчасти находило своё подтверждение в желании во что бы то ни стало обрести личное знакомство с Тургеневым, Герценом, Бакуниным, Гарибальди. Ироничные упоминания Ничипоренко Тургеневым объясняются тем, что из-за показаний Ничипоренко Тургенев дважды вызвался из Парижа в Сенат для показаний в ходе «Процесса тридцати двух»: зимой 1863 г. и зимой 1864 г. В своих показаниях Ничипоренко рассказал о денежных расчётах между Герценом и А. А. Серно-Соловьевичем, где И. С. Тургеневу отводилась роль передаточного звена.
В ходе судебного разбирательства фигурировала также визитная карточка М. А. Бакунина, адресованная М. Л. Налбандяну, переданная Андреем Ивановичем на парижской квартире Тургенева: «Другу Налбандову от Герцена, Огарёва и меня общий и сердечный поклон. Просим Вас принять подателя сего А. И. Ничипоренко как нашего друга, к которому Вы можете иметь безусловно такое же доверие, как к нам самим». Показания Тургенева и Ничипоренко незначительно различались, поэтому предполагалась очная ставка Тургенева и Ничипоренко, но она была отменена. Сам Тургенев отзывался на следствии о Ничипоренко весьма скупо: «Я нашёл в нём человека молчаливого и малоинтересного». Впоследствии полностью оправданный по суду Тургенев вспоминал о Ничипоренко следующим образом: «И вот с тех пор в известных кружках начались обо мне сплетни, — недаром, дескать, меня не упекли, должно быть, я на кого-нибудь донёс… А Ничипоренко засадили за тридевять замков, и он умер в тюрьме до окончания следствия. Ну и, конечно, попал в мученики…».

### Ничипоренко и Лесков

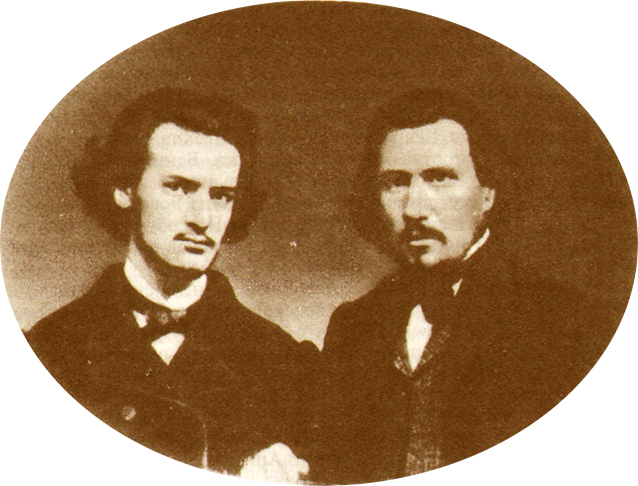
Артур Бенни и Николай Лесков, 1861—1862

Безоговорочно отрицательные характеристики Андрею Ивановичу даёт Лесков, проживший с ним полгода на квартире профессора Вернадского и ещё один год знавший его по совместной работе в кружке Бенни и «Северной пчеле». Он дважды обращался к его образу в своём творчестве: в романе «Некуда» Ничипоренко изображён в образе революционера Пархоменко, возбуждающего всеобщее отвращение, особенно в женщинах, а в очерке-памфлете «Загадочный человек» он выведен под своим собственным именем.
Начиная его описание с псевдохвалебной оценки предыдущей деятельности: «Этот молодой человек… в то время в некоторых петербургских кружках пользовался славою первого русского революционера. Особенно он был силён у низших и высших чиновников некоторых канцелярий, где сидели наилучшие герценовские корреспонденты из Петербурга, которых этот Ничипоренко всех потом и перепутал. Он-то, сей самый Ничипоренко, и был избран ментором к молодому, неопытному и восторженному Телемаку [Бенни]», Лесков впоследствии не жалел густых красок, изображая Ничипоренко.
Самые обычные его эпитеты неудачливого революционера недалёкий, болезненный, чахлый и до противности неопрятный, крайняя ограниченность и несёт белиберду, «он вертелся около Бенни, юлил и булькотал своим неприятным голосом», «на Ничипоренке был длинный коричневый пальмерстон и островерхая гарибальдийская шляпа, в которой длинный и нескладный Ничипоренко с его плачевною физиономиею был похож на факельщика», «на лице его опять засияла значительная улыбка самомнящего, но ни к чему не способного петербургского деятеля тогдашних дней. Ничипоренко знакомился в своем третьеклассном вагоне направо и налево, „разрушал предрассудки“, „обрывал сентиментальность“, „проводил идею“», «этот Ничипоренко, по питерским рекомендациям, был звезда, жемчужина, Голиаф, которым в Петербурге любовались, на которого надеялись и у которого заповедали Бенни учиться» и т. д..
Несдержанный, желчный и предвзятый в отношении Ничипоренко писатель сделал всё, чтобы максимально дискредитировать Андрея Ивановича в глазах современников и потомков:

Здесь, может быть, ещё раз следует упомянуть, что покойный Ничипоренко был замечательно нехорош собою от природы и, кроме своей неблагообразности, он был страшно неприятен своим неряшеством и имел очень дурные манеры и две отвратительнейшие привычки: дергать беспрестанно носом, а во время разговора выдавливать себе пальцем из орбиты левый глаз. Все это вместе взятое на нервного человека, а в особенности на нервных женщин, действовало ужасно невыгодно для Ничипоренки. Этим же безобразием своей наружности, неряшливостью и отталкивающими манерами Ничипоренко с первого же своего визита произвёл и на впечатлительную, нетерпеливую и раздражительную хозяйку дома самое неблагоприятное для себя впечатление. Невыгодное впечатление это Ничипоренко ещё более усилил чисто маратовскою кровожадностию, которой он, вероятно, и не имел, но которую, по бестактности своей, считал долгом выказывать в этом «благонадёжном, но белом доме».— Николай Лесков, «Загадочный человек», гл. 21.
Василий Кельсиев в рецензии на «Загадочного человека» пытался защитить тех деятелей, кто подвергся столь нелицеприятной оценке Лескова, в частности, Ничипоренко и братьев А. А. и Н. А. Серно-Соловьевичей: «если по груди их проехала тяжёлая телега истории, то я вовсе не вижу, …за что бросать грязью в их память».
По мнению американского исследователя Уильяма Эджертона, Николай Лесков тщательно скрывал свои дружеские отношения с Андреем Ничипоренко. Резкая перемена отношения писателя к революционеру связана с откровенными признаниями Ничипоренко следственной комиссии о своих друзьях и знакомых. Лесков писал по этому поводу: «Невозможно понять, с какой целью покойный Ничипоренко при следствии вызывал из своей памяти самые пустые события, о которых его никто не спрашивал, а иногда просто даже сочинял, чтобы только приписать в свои показания чьё-нибудь новое имя. Так, он, например, вспомнил, между прочим, и обо мне и, описывая какой-то посторонний случай, вставил кстати, что „в это де время я познакомился с литератором Лесковым, который своим образом мыслей имел вредное влияние на мои понятия“, и далее опять о постороннем. Я сам не читал этих касающихся меня строк, но слыхал о них от Бенни и от Тургенева, которым я вполне верю, а они имели случай читать дело Ничипоренко».
Личный мотив, таким образом, опасение быть вовлечённым в политический процесс были решающими в перемене отношения Лескова к Ничипорено. Но Лесков никак не пострадал от «Процесса тридцати двух», более того, как установил Уильям Эджертон, в материалах суда нет фразы Ничипоренко о «литераторе Лескове». В 1871 году анонимный рецензент «Загадочного человека» в журнале «Вестник Европы», — А. С. Суворин, по утверждению У. Эджертона, обвинил Лескова в клевете на Ничипоренко и скрытии своего собственного антиправительственного прошлого.

Да, у г. Лескова также были эти годы заблуждения, эти годы бесшабашного либерализма, горячей веры в лучшее социальное устройство; он с пламенным восторгом смотрел на явления, которые теперь осуждает, и любил то, что теперь ненавидит, поклоняется тому, от чего теперь открещивается. Он даже лихорадочно следил за московской студенческой историей и решался на выходки глупейшего свойства, как восторженный мальчик. Он был в приятельских отношениях с Бенни, который ничего от него не скрывал, и знал, конечно, очень хорошо всю ту Одиссею пропаганды Ничипоренко и Бенни, которую он теперь рассказывает со смехом и самодовольством следователя. Он, одним словом, был грешником, был человеком скомпрометированным, предававшимся с увлечением чтению запрещённой литературы. Пишущий эти строки мог бы рассказать многое в дополнение к «Загадочному человеку» и осветить рассказ такими подробностями, которые бы бросили бы в жар и холод г. Лескова.— Незагадочный писатель, Вестник Европы, 1871, № 4, стр. 901.
Среди множества факторов, подтверждающих дружбу и тесные связи Лескова и Ничипоренко, кроме совместного проживания у Вернадского, Уильям Эджертон называет общий круг знакомых Лескова, в который писатель ввёл Андрея Ничипоренко: Степан Громека, братья Курочкины; общее сотрудничество в «Северной пчеле»; Эджертон предполагает также совместное издание антиправительственных прокламаций «Русская правда», участие в «кружке Артура Бенни», который стал зародышем «слепцовской коммуны», совместное чтение «Записок из Мёртвого дома» на квартире у Бенни, где, кроме самого Артура Бенни, произведение Ф. М. Достоевского слушали В. А. Слепцов, критик журнала «Русское слово» Варфоломей Зайцев, латышский студент Пётр Баллод, Николай Лесков, Андрей Ничипоренко, хотя последнего мемуарист-Лесков прямо не называет, а упоминает лишь «одного молодого писателя», как не называет Лесков Андрея Ничипоренко и в составе сотрудников газеты «Северная пчела» в своём очерке «Загадочный человек», хотя он там был.
Таким образом, памфлетно-карикатурное изображение Андрея Ничипоренко в очерке «Загадочный человек», помимо естественного стремления отгородиться от лжи и обезопасить себя от политических санкций, объяснялось ещё двумя мотивами: сведением счетов с литературной партией радикалов, объявивших Лескова писателем-шпионом, и собственной переоценкой ценностей, стремлением скрыть своё политическое прошлое, близость к революционным кругам; желанием перекроить свою биографию в соответствии с новыми представлениями, вызванными идейной эволюцией, — вот что лежало в основе предвзятости Лескова, делает вывод американский автор.